# 제1106통신여단
제1106통신여단(1106th Signal Brigade (1106th SigBde))은 미국 육군의 냉전, 걸프 전쟁에 참전했던 통신여단이었다. 아시아-태평양 전구 내의 교신 통제 임무를 수행하던 1106의 역할은 현재 제516통신여단에서 넘겨받았다.

## 역사
1964년 9월 1일에 태평양 전략교신사령부로 창설되었다. 미국 본토 육군 전략교신사령부(STRATCOM)의 태평양 전구의 통신에 의한 지휘통제를 관할하는 임무를 부여받아, 하와이주 스코필드 막사에서 베트남 공화국, 대한민국, 일본, 오키나와, 필리핀, 타이완, 태국에 주둔하고 있는 미국 육군과의 교신을 책임졌다. 2만 7천명이 넘는 장병과 민간인들이 속속되었는데, 그중 베트남 공화국에 전개한 제1통신여단이 가장 컸을 때 2만 1천까지 닿았다.
1973년 파리 조약으로 제1통신여단 본부가 베트남을 떠나 한반도로 재배치되었고, 제8군에 통신 지원하는 부대로서 제4통신단을 대채하였다.
1989년 10월 1일, 태평양 전구의 통신 지휘통제 관할 임무를 유지한채 제1106통신여단으로 재편성되었다. 이듬해 걸프 전쟁이 발발하자, 사우디아라비아에 전개하여 1990년부터 1991년까지 사막 방패 작전과 사막 폭풍 작전에 참가하였다.
냉전의 종식에 따라 육군의 대규모 재편성 계획이 집행되었다. 여단은 1992년 10월 15일에 부대기 전환식을 맞이하여 제516통신여단으로 서수가 변경되었다.

## 부대
- 제1통신여단; 1966년 4월 1일 ~ 1973년 1월 29일
- 제4통신단; 1971년 7월 31일 ~ 1975년 5월 15일

## 기록

### 소속
1. 미국 육군 전략교신사령부

### 계보
- 1964년 9월 1일, Strategic Communications Command-Pacific (STRATCOM-PAC)→미국 육군 태평양 전략교신사령부
- 1989년 10월 1일, 1106th Signal Brigade→제1106통신여단